# 知多市立東部中学校
知多市立東部中学校（ちたしりつとうぶちゅうがっこう）は、愛知県知多市にある公立中学校である。

## 歴史
- 1983年4月 - 1年生4学級・2年生4学級・3年生4学級・職員数23名で開校。

## 校訓
- 正義
- 忍耐
- 協力・奉仕

## 部活動

### 運動部
- 野球部
- サッカー部
- ソフトテニス部
- 陸上部
- バスケットボール部
- バレーボール部（女）
- 剣道部

### 文化部
- 吹奏楽部
- 美術部

## 通学区域
知多市
- 八幡の一部
- 原一丁目、二丁目
- 西巽が丘一丁目～三丁目
- 南巽が丘一丁目～四丁目
- 巽が丘一丁目～四丁目

## 所在地
- 愛知県知多市八幡字池下77[2]

## 出身有名人
- 福谷浩司 - プロ野球選手（北海道日本ハムファイターズ）[5]
- 澤井廉 - プロ野球選手（東京ヤクルトスワローズ）
- アンダーポイント（増野豊・本美大） - お笑い芸人